# Can Pega
Can Pega és una obra de Riells i Viabrea (Selva) inclosa a l'Inventari del Patrimoni Arquitectònic de Catalunya.

## Descripció
Can Pega és un mas situat al pla, prop de Breda. La masia havia estat una casa forta i va donar nom a la torre de defensa que es troba a pocs metres. La propietat es troba voltada d'una gran tanca i s'hi han fet diverses construccions annexes dedicades a quadres per a cavalls.
És un edifici format per dos volums de dues plantes amb pendent a laterals, amb la línia de façana desplaçada. El cos més avançat, que corresponia a l'habitatge, té un portal d'arc rebaixat i dues finestres rectangulars. Totes les obertures presenten marc de rajols. L'altre cos, on hi havia les corts i les dependències de treball, té característiques similars amb les obertures amb llinda de fusta.
La construcció l'any 1984 es trobava en força mal estat, però en els últims anys s'hi ha fet una restauració important que no n'ha variat l'estructura original. Actualment tot el parament és de pedra vista i s'ha eliminat l'arrebossat que revestia part de l'edificació. A la façana hi consta la inscripció «S.P. 1869».

## Història
L'any 1869 era propietat Salvador Pelegrí, que va morir sense descendència per la qual cosa la propietat passa a mans de la família Callís que eren els masovers. El propietari, Ernest Callís i Ventós, va vendre als actuals residents la part de la finca on es troba la casa, segregant els terrenys de la Torre de Can Pega que continua de la seva propietat. Els propietaris actuals ja la van comprar restaurada.